# Gornje Pokupje
Gornje Pokupje is een plaats in de gemeente Ozalj in de Kroatische provincie Karlovac. De plaats telt 190 inwoners (2001).